# Appartement de Chandler et Joey
L'appartement de Chandler et Joey est un appartement fictif de Manhattan qui a servi de lieu de tournage fréquent dans la sitcom américaine Friends.
En termes d'action principale de la série, il n'est pas aussi important que l'appartement de Monica ou que le Central Perk. Cet appartement n'est en fait pas vraiment un lieu de rassemblement en tant que tel pour les six amis, mais plutôt un sanctuaire pour ses deux résidents, sanctuaire où ils peuvent boire de la bière, regarder Alerte à Malibu, se détendre dans leurs fauteuils relax et jouer à des jeux comme le baby-foot, 'hammer darts', 'fireball' ('boule de feu') ou au 'ultimate fireball', moins connu. Il y a aussi un poussin et un canard ainsi qu'un meuble à casier (entertainment unit). Généralement c'est le fouillis, à l'inverse de l'appartement de Monica, toujours net et ordonné. Il est considérablement plus modeste que l'appartement de Monica, et est généralement considéré comme représentatif de ce que deux hommes de revenu moyen peuvent s'offrir à New York.

L'appartement est un testament au style de vie paresseux de Joey et Chandler. Quand leur table de cuisine a été cassée, au lieu de la remplacer, ils ont acheté un baby-foot pour pouvoir manger dessus. Quand la porte de la chambre de Chandler a été accidentellement sciée en deux, elle a été laissée ainsi jusqu'à ce que Rachel emménage, malgré le fait que ça ait fait trébucher Chandler.
Au fil des années, les autres résidents de l'appartement furent Kip (le colocataire principal de Chandler qui a déménagé et s'est marié), Eddie Minowick (un homme mentalement dérangé qui terrorisa Chandler lorsque Joey déménagea pendant une courte période dans la deuxième saison), Ross (qui y passa deux épisodes, lorsqu'il était à la recherche d'un nouvel appartement), Monica et Rachel (qui échangèrent leur appartement avec Chandler et Joey pendant une courte période durant la saison 4), Janine (une danseuse australienne qui vécut un petit moment avec Joey alors que Chandler venait de déménager) et Rachel (qui y emménagea durant 3 saisons).

## Le mobilier
Les seules décorations vraiment importantes dans l'appartement sont un cadre de Laurel et Hardy, des statues des Trois Stooges, les deux fauteuils relax, la table de baby-foot, un grand chien blanc en porcelaine que Joey a eu lorsqu'il travaillait dans la série Des jours et des vies, une ardoise magnétique pour enfants sur la porte d'entrée (sur laquelle sont souvent écrites des blagues), sans oublier un petit drapeau américain. Il y a également un fauteuil brun original inclinable appelé Rosita, ainsi qu'une télévision nommée Stevie, appelés ainsi par Joey.
L' unité diversifiée de rangement avec boîtes aux lettres incorporées est un meuble qui est devenu un gag récurrent durant la saison 3 et le début de la saison 4.
Joey a commencé à la concevoir dans l'épisode Celui qui bricolait (saison 3 épisode 5) comme emplacement où lui et Chandler pouvait mettre leur courrier, mais a décidé 'de passer directement au stade ultime' (Chandler lui a demandé s'il allait, alors, construire un bureau de poste). Bien que le meuble soit si grand qu'il débordait sur leurs deux portes de chambre à coucher, Chandler l'a toléré pendant un certain temps, environ une vingtaine d'épisodes.
Dans Celui qui ne voyait qu'un chat (saison 4 épisode 2), Chandler insista pour que le meuble soit vendu. Pendant qu'il montrait à un client tout le potentiel de l'unité de rangement, Joey s'installa à l'intérieur d'un des placards, pour prouver qu'il "pourrait contenir un homme". Le client l'enferma et déroba tout leur mobilier, excepté le meuble. Sans aucun mobilier, Joey et Chandler ont été obligés d'échanger ce meuble contre un canoë.
Se sentant coupable d'avoir embrassé la petite amie de Joey, Kathy, Chandler racheta tout le mobilier. Et ensuite s'enferma dans une caisse pour réellement se faire pardonner par Joey.